# Аджич, Лука
Лу́ка А́джич (серб. Лука Аџић; родился 17 сентября 1998, Белград, Югославия) — сербский футболист, полузащитник клуба «Чукарички».

## Клубная карьера
Аджич — воспитанник клуба «Црвена звезда». 26 ноября 2016 года в матче против «Металаца» он дебютировал в сербской Суперлиге. В этом же поединке Лука забил свой первый гол за «Црвену-звезду». В 2018 году Анджич помог клубу выиграть чемпионат. Летом того же года Аджич перешёл в бельгийский «Андерлехт», подписав контракт на четыре года.
31 августа 2021 года перешёл в нидерландский ПЕК Зволле, подписав с клубом контракт на один сезон.

## Достижения
Командные
«Црвена звезда»
- Чемпионат Сербии по футболу — 2017/2018